# Герби штатів Мексики
Герби Мексики — будь-який герб що належить місту або федеральному утворенню Мексики.
У спадок від іспанської традиції надання містечкам і містам герба кілька міст, заснованих до незалежності Мексики, мають герб для своєї геральдичної традиції.
Усі федеральні утворення Мексики мають герб, описаний у відповідних конституціях кожного штату. У деяких випадках герб держави приймався за герб її столиці.

## Федеральні суб'єкти
Герби 32 штатів наведені нижче разом із їхніми гербами чи описами.
| Герб Агуаскальєнтесу              | |
|                                   | Щит: сучасна французька форма. Поділений на 3 поля (одне зверху і два знизу) з товстою облямівкою. - Перше поле: блакитне тло. У центрі — Діва Марія, яку підтримують два ангели. Ліворуч — фонтан над вогняним полум'ям. Праворуч — червоні губи під розірваним золотим ланцюгом. - Друге поле: Срібне тло. Гребля з водою, а над нею — гроно винограду. - Третє поле: золоте тло. Бджола в польоті всередині зубчастого колеса. - Облямівка: лазурова з девізом «Bona Terra, Bona Gens, Aqua Clara, Clarum Cœlum». Шолом: Сталевий шолом у положенні три чверті профілю ліворуч. |
| Герб Нижньої Каліфорнії           | |
|                                   | Щит: польська форма. Товста золотиста облямівка. У верхній частині — два торси людських фігур, жіночої та чоловічої, з'єднаних руками (ліва рука чоловіка і права рука жінки), які тримають промені сонячного світла; ліва рука жінки тримає мірну колбу і косинець, права рука чоловіка — книгу. На задньому плані герба — набір пейзажів та елементів, що складаються з посівного поля, представленого борознами та стилізованими рослинами, гірського хребта, шестерні на передньому плані та фабрики, що працює на задньому плані; під цим набором — пустеля, а під нею — зображення річки Колорадо. Перед усім цим — монах-місіонер з піднятими руками. Клейнод: червоне сонце, що сходить з девізом «Trabajo y Justicia Social» («Праця і соціальна справедливість»). Щитотримачі: Дві риби (по одній з кожного боку) зеленого кольору, що виринають з води річки Колорадо. |
| Герб Південної Нижньої Каліфорнії | |
|                                   | Щит: сучасна французька форма. Розтятий зі срібною мушлею поверх та товстою облямівкою. - Перша чверть: тло золоте. - Друга чверть: золоте тло. - Облямівка: лазурова з чотирма рибами. |
| Герб Кампече                      | |
|                                   | Щит: Почетвертовано із синьою облямівкою, обтяженою щолотою мотузкою святого Франциска з вісьмома вузлами. - Перша і четверта чверті: тло червоне. Відкритий срібний замок. - Друга і третя чверті: тло синє. Золотий корабель на срібних хвилях. - Облямівка: Синя. Прикраса: картуш. Корона: Іспанська королівська корона. |
| Герб штату Чіапасу                | |
|                                   | Щит: У червоному полі золоті скелі з обох боків, правий увінчаний золотим відкритим замком із золотим левом поряд; дівий увінчаний золотою пальмою із золотим левом поряд; між скелями синя річка, що впирається в гору з двома синіми скелями. Корона: Відкрита корона інфанта. |
| Герб Чіуауа                       | |
|                                   | Щит: У вигнутій догори смузі: 1-а синя має три золоті гори; 2-а картата срібно-червона; 3-я лазурова, має золоту церкву. Червона облямівка з двома срібними яблуневими квітами на головному полі. Девіз: «Valentía, Lealtad, Hospitalidad» («Мужність, вірність, гостинність»). |
| Герб Коауїли                      | |
|                                   | Щит: Щит поділений у перевернуте вістря: у першому срібному полі золотий дуб з двома золотими вовками; у другому золотому червоний лев, який спирається на срібний стовп, оточений стрічкою з написом «PLUS ULTRA»; у третьому синьому золотий ліс з горіхових дерев, супроводжуваний золотим сонцем, з золотими променями, і рікою у вістря. Прикраса: картуш. |
| Герб Коліми                       | |
|                                   | Щит: срібний, оголена рука, облямована м'ясом; облямівка червоного кольору. Шолом: з полірованої сталі в профіль. |
| Герб Мехіко                       | |
|                                   | Щит: У синьому полі золотий замок з трьома мостами, з доків два золоті леви, що стоять до центру і спираються на замок, облямівка золота з десятьма листками кактуса. |
| Герб Дуранго                      | |
|                                   | Щит: У синьому полі коричневий дуб, з рясним листям яскраво-зеленого кольору; два вовки, що біжать. Вінок: дві зелені дубові гілки з жолудями з обох боків щита, які з'єднані своїми стеблами з червоним бантом внизу. Прикраса: картуш. Корона:Іспанська королівська корона. |
| Герб Гуанахуато                   | |
|                                   | Щит: У золоті Свята Віра, із зав'язаними очима, яка тримає в правій руці чашу та гостію, а в лівій — латинський хрест і лаврову гілку. Вінок: Дві лаврові гілки, переплетені синьою ниткою під мушлею. Основа: Мармурова підставка, що прикрашена золотом. Корона: Відкрита корона інфанта. |
| Герб Герреро                      | |
|                                   | Щит: У синьому полі торс воїна-ягуара в профіль золотого кольору, одягнений у золотий одяг, у правій руці озброєний макуажутом, а в лівій щитом в поясі; 1. º золотий, підтримуваний срібним поясом; 2-й º золотий у зеленому та золотому поясі; 3-й º золотий, підтримуваний золотим поясом; золота філігрань; зі щита виходить пір'я зелене, золоте, пурпурове, золоте, пурпурове і синє. Прикраса: картуш. Клейнод: Плюмаж з пір'ям зеленого, золотого, блакитного, сірого і жовтого кольорів. |
| Герб Ідальго                      | |
|                                   | Щит: Щит перетятий: у першому синьому полі зелена гора, супроводжувана золотим дзвоном праворуч і фригійською шапкою золотого кольору з трьома гілками зеленого лавра, розміщеними на жердині, стрічці та перекладині; у другому зеленому золотий бойовий барабан, супроводжуваний трьома отворами в полі, що символізують гирла шахт. Оточення: Два стяги, по одному на північному кінці щита, праворуч — синій із золотим зображенням Богородиці Гваделупської, ліворуч — національний прапор Мексики. |
| Герб Халіско                      | |
|                                   | Щит: іспанської форми, синього кольору з облямівкою, розділеною на дві частини: перша (зсередини назовні) золота з сімома червоними хрестами, друга — синя. У центрі — дерево з оголеним корінням, верх якого зелений, а стовбур і коріння — золоте; на центрі стовбура — два золоті леви у стрибку, один навпроти одного. Кираса: синє та золоте пір'я. Шолом: Шолом срібного кольору в лівий профіль. Намет: синьо-золотий. Клейнод: Прапор з роздвоєним кінцем, все полотнище якого червоного кольору, а на лівому кінці золотого кольору — Єрусалимський хрест. Прикраси: Дві гірлянди листя синього та золотого кольорів, розташовані одна навпроти одної. |
| Герб Мічоакану                    | |
|                                   | Щит: У чвертях: 1-ій червоній золотий Хосе Марія Морелос на золотому коні; 2-ій червоній три золоті корони; 3-ій золотій чорне промислове устаткування, увінчане трьома промисловими чорними димарями; 4-ій золотій чорний університет, супроводжуваний у срібною книгою; облямівка синього кольору з шістнадцятьма п'ятикутними золотими зірочками. Клейнод: дерево і риба. Девіз: «Heredamos libertad, legaremos justicia social» («Свободу успадкували, соціальну справедливість заповідаємо»). |
| Герб штату Мехіко                 | |
|                                   | Клейнод: Герб Мексики. |
| Герб Морелосу                     | |
|                                   | Щит: У лазуровому полі коричнева гора, увінчана зеленою кукурудзою, що плодоносить, срібна стрічка має напис «Tierra y libertad» («Земля і воля»), супроводжуваним золотою п'ятикутною зіркою; облямівка лазурова має лдевіз: «La tierra volverá a quienes la trabajan con sus manos» («Земля повернеться до тих, хто обробляє її руками»). |
| Герб Наяриту                      | |
|                                   | Щит: Щит поділений у перевернуте вістря: у 1-му пурпуровому полі золота кукурудзи; у 2-му золотому стріла і лук; у 3-му лазуровому, срібна гора; у пурпуровому щитку срібний орел у профіль, що пожирає змія, срібна облямівка має вісім чорних слідів людини. Прикраса: картуш. |
| Герб Нуево-Леону                  | |
|                                   | Щит: Почетвертовано: у 1-му золотому полі зелена гора з чотирьох скель у срібній смузі, обтяжена золотим апельсиновим деревом, що плодоносить апельсином і увінчана золотим сонцем; у 2-му срібному червоний лев, увінчаний золотою короною; у 3-му — срібному золота церква, з чорним контуром; у 4-му золотому — п'ять чорних промислових димарів; щиток срібний, із чорним перев'язом, пронизаним чорним ланцюгом, загальна облямівка синя із шістьма золотими бджолами та срідною зброєю. Шолом: Полірований сталевий шолом у профіль.. Девіз: «Semper Ascendens» (з латинської: «Завжди висхідний»). |
| Герб Оахаки                       | |
|                                   | Щит: Герб напіврозтято та перетято: у 1-му золоттому полі науатльський гліф «Huaxacac»; у 2-му синьому, з правого флангу виступає срібний палац, супроводжуваний срібним і чорним роель-бесантами, супроводжений квітчастим хрестом і бордюром від одного до іншого; у червоній основі дві срібні руки, що піднімаються з вістря, розриваючи ланцюг, загальний срібний бордюр з вісьмома соболиними чорними кактусами. Девіз: «EL RESPETO AL DERECHO AJENO ES LA PAZ» («ПОВАГА ДО ПРАВ ІНШОГО — МИР»). Прикраса: пурпуровий сувій. Клейнод: Герб Мексики. |
| Герб Пуебли                       | |
|                                   | Щит: Почетвертовано: першій зеленій чверті зображено срібну фабрику, котушку та зубчасте колесо; у другій синій — срібну греблю та гідроелектростанцію, з чорною електровежею; у третьому срібному — рука, що тримає гвинтівку на тлі червоного вогню; у четвертій синьо-золото-зеленій — апаросток в руці. У центрі розміщено невеликий щит із зображенням гірського ландшафту (Цитлальтепетль, Попокатепетль, Іштаччіуатль та Маліцин) на тлі сходу сонця з текстом «5 ТРАВНЯ 1862» — датою, коли мексиканська армія на чолі з Ігнасіо Сарагосою розгромила французьку армію під час запрошення 1862 року. Щит має білу облямівку з легендою «Unidos en el tiempo, en el esfuerzo, en la justicia y en la esperanza» («Об'єднані в часі, у зусиллях, у справедливості та в надії»). Клейнод: профілі чотирьох гір. Щитотримачі: Пернаті змії, хвости яких є колосками, і які тримають маску Тлалока на чотирьох горах. На зміях помітні сліди людських ніг, і кожна з них несе по чотири сонця. Девіз: «Estado Libre y Soberano de Puebla» («Вільна і суверенна держава Пуебла») |
| Герб Керетаро                     | |
|                                   | Щит: Перетятий та напіврозтятий з тонким і детальним золотим облямуванням: у 1-му полі сонце, увінчане хрестом; з одного боку ясне небо світло-блакитного кольору із зіркою на краю одного кінця, з іншого — небо того ж кольору, але сильніше синього кольору; у 2-му на синьому тлі, з зображенням білого вершника в центрі на коні та гострої зірки, що левітує над ними обома; у 3-му на такому ж синьому тлі — виноград, а біля його підніжжя золоті колоски пшениці. Прикраси: По краях два триколірні прапори Мексики без щита, картуш, трофеї. Клейнод: Герб Мексики. |
| Герб Кінтана-Роо                  | |
|                                   | Щит: Напіврозтятий і перетятий; у 1-му червоному золота мушля равлика; у 2-му синьому — срібна п'ятикутна зірка; у 3-му золотому — три зелені сосни, супроводжувані майяським гліфом «ік». Кленод: червоне висхідне сонцеіз золотим промінням. |
| Герб штату Сан-Луїс-Потосі        | |
|                                   | Щит: Лазурове і золоте полн, золота гора, увінчана срібним Святим Людовіком, коронованим золотом, у лазуровій мантії, облямована двома золотими і двома срібними зливками праворуч і двома ліворуч. |
| Герб Сіналоа                      | |
|                                   | Клейнод: Давній герб Мексики. |
| Герб Сонори                       | |
|                                   | Щит: Перетятий і напіврозтятий: у 1-му три поля: у зеленому срібна гора із золотим входом до шахти, чорна кирка і лопата, покладені у хрест; у срібному чоловік яки, що танцює; у червоному три золоті снопи колосків, чорний серп у золотій перев'язці; у 2-му золотому чорна бичачголова; у 3-му синьому срібна акула; загальна облямівка синя. |
| Герб Табаско                      | |
|                                   | Щит: У чвертях: 1-му червоному чотири золоті вежі; 2-му срібному, з правого флангу походу рухається лівиця, одягнена в лазурове на золотому щиті і тримає срібний меч; 3-му срібному, торс жінки, обтягнутий, одягненої в золоту спідницю і шлейф і з пурпуровими квітами в кожній руці; 4-му червоному, золотий лев; у срібному овальному серцевому щитку погруддям Діви Марії, з чорним волоссям, одягненої в пурпур і увінчаної золотою короною, і супроводжуваний з обох боків срібними колонами. Корона: Королівстка корона. |
| Герб Тамауліпасу                  | |
|                                   | Щит напіврозсічено і пересічено, обтяжено почесним щитом, покладено на золотисто-жовтий картуш: у 1-му синьому полі кукурудза, сорго з помаранчевою волоттю, агави та очерет; у почесному щиті золотий хрест Серцелі, що покриває розтятий та перетятий щит (у першому та четвертому червоному чвертьполі синя вежа; у другому синьому — золотий беркут; у третьому синьому — золотий котел із червоним прапором);у 2-му червоному полі в стовп темно-коричневий бик-зебу, жовто-охриста корову цієї ж породи, бежева коза, що підкреслює тваринництво регіону; у 3-му полі чотири складові місцевого пейзажу: угорі на небесно-блакитному тлі, згаслий вулкан Серро-дель-Берналь представлений вище та в центрі коричневим кольором, показуючи білу хмару з обох боків верхньої частини; у нижній правій частині на синьому тлі срібний човен для ловлі креветок і золта риба; у центральній частині срібний трактор у бежевому полі, який борознить землю; у нижній лівій частині на зеленому полі чорна нафтова вежа і два білих нафтових резервуара.                           |
| Герб Тласкали                     | |
|                                   | Щит: У червоному полі золотий замок з синіми дверима і вікнами, над яким золотий прапор з чорним орлом; на срібній облямівці з обох боків по одній зеленій пальмовій гілці, вгорі- три літери: «I», «K», «F», а між ними дві золоті корони, а знизу — дві золоті кістки навхрест між двох золотих черепів |
| Герб Веракрусу                    | |
|                                   | Щит: Щит пересічений: у 1-му зеленому золотий замок, увінчаний червоним латинським хрестом; у 2-му синьому дві срібні колони Геркулеса; облямівка золота з 13 п'ятикутними синіми зірками. |
| Герб Юкатану                      | |
|                                   | Щит: Золотий олень, піднятий на золоту гору, супроводжуваний рухомим сонцем з того ж металу, що сходить із лівого кута глави і золотою рослиною хенекена, облямованою тим же золотом; облямівка золота з двома майяськими арками і двома церквами, все золоте, розміщене на главі і вістрі та праворуч і ліворуч відповідно. |
| Герб Сакатекасу                   | |
|                                   | Щит: Вспанський: у синьому полі срібна гора на якій срібний хрест, а в центрі — Діва Марія, нижче королівська монограма Філіпа II, на обох верхніх кутах золоті сонце та місяць; на схилі пагорба є чотири лицаря в чорних обладунках. На золотій облямівці п'ять пучків стріл і п'ять луків. Прикраса: картуш. Девіз: Labor Vincit Omnia («Праця перемагає все») |